# Zákó András
Zákó András (1940-ig Zakó) (Brassó, 1898. március 23. – München, 1968. március 13.) magyar katonatiszt a második világháborúban.

## Élete
A Ludovika Akadémia elvégzése után 1916-ban tisztté avatták. Ezt követően az első világháború végéig a román és orosz fronton harcolt, előbb a 2. brassói székely gyalogezred, majd a 38. rohamzászlóalj kötelékében. A fronton tanúsított hősiességéért megkapta a Tiszti Ezüst Vitézségi Érmet. A háború után a vezérkar 2. osztálya hírszerző alosztályának lett a vezetője, megkapva a vezérőrnagyi rangot. 1940 - 1942 között a Hadiakadémián a hadműveleti vezérkari szolgálat tantárgy tanára volt. 1943-ban a marosvásárhelyi 27. székely könnyű hadosztály parancsnoka lett, ezzel az egységgel 1944. március 21-én a már Kárpátalja északi felén húzódó frontra kivonult és felvette a harcot a szovjet hadsereggel. 
A nyilas hatalomátvételt követően Szálasi Ferenc vezérőrnaggyá léptette elő és kinevezte a vezérkar 2. osztályának (hírszerzés) vezetőjévé. Továbbra is részt vett a harcokban, majd 1945. májusában Ausztria területén amerikai fogságba esett. Absam helységben a menekülttábor őre lett. A magyar hatóságok kikérték az amerikaiaktól mint háborús bűnöst, Szálasi hatalomra jutásának elősegítésével vádolták, de kiadatása elmaradt. 1948. október 23-án Klagenfurtban megalapította a Magyar Harcosok Bajtársi Közösségét, amelynek tagja lett szinte minden Magyarországról emigrálni kényszerült magyar katonatiszt. A szervezet céljának Magyarország szovjet megszállás alóli felszabadítását tűzte ki maga elé. Központja előbb Absam, majd 1955-ben München lett. Zákó András a szervezet lapjának, a Hadak Útján-nak főszerkesztője is volt.

## Kitüntetései viselési sorrendben
- Magyar Érdemrend középkeresztje hadiszalagon, kardokkal (1944. augusztus 9.)
- Magyar Érdemrend tisztikeresztje (1942. december 4.)
- Magyar Érdemrend lovagkeresztje (1939)
- Katonai Érdemkereszt III. osztálya hadidíszítménnyel, kardokkal,
- Ezüst Katonai Érdemérem hadiszalagon, kardokkal
- Bronz Katonai Érdemérem hadiszalagon, kardokkal
- Kormányzói Dicsérő Elismerés Magyar Koronás Bronzérme, szalagján a Tiszti Ezüst Vitézségi Érem kisebbített alakjával,
- Bronz Vitézségi Érem
- Károly-csapatkereszt
- Nemzetvédelmi Kereszt
- Háborús Emlékérem kardokkal és sisakkal
- Erdélyi Emlékérem

## Műve
- Őszi harcok 1944 (Bp., 1991)